# Hrabia Onslow

## Informacje ogólne
- Dodatkowymi tytułami hrabiego Onslow są:
  - wicehrabia Cranley
  - baron Onslow
  - baron Cranley
- Najstarszy syn hrabiego Onslow nosi tytuł wicehrabiego Cranley

Baroneci Onslow
- 1674–1688: Arthur Onslow, 1. baronet
- 1688–1717: Richard Onslow, 2. baronet

Baronowie Onslow 1. kreacji (parostwo Wielkiej Brytanii)
- 1716–1717: Richard Onslow, 1. baron Onslow
- 1717–1740: Thomas Onslow, 2. baron Onslow
- 1740–1776: Richard Onslow, 3. baron Onslow
- 1776–1814: George Onslow, 4. baron Onslow

Hrabiowie Onslow 1. kreacji (parostwo Zjednoczonego Królestwa)
- 1801–1814: George Onslow, 1. hrabia Onslow
- 1814–1827: Thomas Onslow, 2. hrabia Onslow
- 1827–1870: Arthur George Onslow, 3. hrabia Onslow
- 1870–1911: William Hillier Onslow, 4. hrabia Onslow
- 1911–1945: Richard William Alan Onslow, 5. hrabia Onslow
- 1945–1971: William Arthur Bampfylde Onslow, 6. hrabia Onslow
- 1971 –: Michael William Coplestone Onslow, 7. hrabia Onslow

Najstarszy syn 7. hrabiego Onslow: Rupert Onslow, wicehrabia Cranley